# Carles Ferrer i Clavé
Carles Ferrer i Clavé (Barcelona, 19 de març de 1884 – 30 de desembre de 1927) va ser director de corals, compositor i escriptor en català.

## Biografia
Carles Ferrer va néixer al carrer Hospital de Barcelona, fill de Conrad Ferrer i Fossa i d'Àurea Rosa Clavé i Soler,ambdós de Barcelona. Fou net de Josep Anselm Clavé i es dedicà també a la música. Estudià, segurament a l'Escola Municipal de Música de Barcelona, amb Lluís Millet, Antoni Nicolau (harmonia) i Eusebi Daniel (composició i contrapunt). Amb només 17 anys començà a dirigir el Cor Catalunya, amb el qual guanya diversos premis; també portà el sabadellenc cor Agrupació Coral La Industrial, el sarrianenc Chor Euterpe del Centre Artesà La Violeta i la coral La Floresta de Sants (1924).
En una altra faceta, Ferrer conreà la literatura: fou autor del drama en quatre actes "Dintre la boira", estrenat al barceloní teatre Apolo, publicà poesies a les revistes Catalunya artística (1901, 1902) i Joventut (1903) i hom recollí la seva producció en el volum "Poesies i proses" (Barcelona: Cosmos, 1935). Seves són dues obres més: Inquietud i Els vells, sense més dades. Com a compositor va ser autor d'algunes sardanes i alguna altra peça.
Va estar casat amb Maria Abril. El seu germà Guillem també va ser músic.

## Obres
- L'alegre capvespre, sardana per a cor
- Matinal, sardana
- Nit de Pasqua, caramelles
- Ofrena, sardana
- Somnis de l'exiliat, sardana